# اچ‌ام‌اس ال۱۵
اچ‌ام‌اس ال۱۵ (به انگلیسی: HMS L15) یک زیردریایی بود که طول آن ۲۲۸ فوت (۶۹ متر) بود. این زیردریایی در سال ۱۹۱۸ ساخته شد.